# Canton de Faulquemont
Le canton de Faulquemont est une circonscription électorale française située dans le département de la Moselle et la région Grand Est.

## Géographie
Ce canton est organisé autour de Faulquemont dans les arrondissements de Forbach-Boulay-Moselle et Metz. Son altitude varie de 170 m (Fleury) à 414 m (Boucheporn).

## Histoire
Le canton était situé dans l'arrondissement de Boulay-Moselle jusqu'au 31 décembre 2014.
À la suite du redécoupage cantonal de 2014, les limites territoriales du canton sont remaniées. Le nombre de communes du canton passe de 31 à 61.

## Langue
D'après un recensement de 1962, le canton de l'époque comptait 40 à 60 % de locuteurs du francique lorrain. Après cette date, les recensements de l'Insee ont arrêté de poser la question de la langue maternelle au citoyen enquêté.

## Représentation

### Conseillers généraux de 1833 à 2015
| Période         | Période      | Identité                            | Étiquette    | Qualité |
| --------------- | ------------ | ----------------------------------- | ------------ | --- |
| 1833            | 1839         | Antoine Frédéric Durbach            |              | Propriétaire à Longeville-lès-Saint-Avold                                                                       |
| 1839            | 1848         | Gustave Rolland                     | Droite       | Capitaine du génie Propriétaire à Vatimont, conseiller d'arrondissement Représentant du peuple (1848-1849)      |
| 1848            | 1855 (décès) | Jean-Claude Dominique Choumert      |              | Juge de paix Maire de Many, conseiller d'arrondissement                                                         |
| 1855            | 1864         | Georges Nicolas Choumert            |              | Propriétaire, maire de Many                                                                                     |
| 1864            | 1871         | Eugène Rolland (frère de G.Rolland) |              | Directeur général des Manufactures de tabac de l'Etat Membre de l'Académie des Sciences Propriétaire à Vatimont |
| 1871            | 1919         | Annexion allemande                  |              | |
| 1919            |              | Joseph Choumert                     |              | Propriétaire à Many                                                                                             |
|                 | 1940         | Édouard Corbedaine                  | AD-URD       | Propriétaire agricole Sénateur (1933-1941) Président de la Chambre d'Agriculture Maire de Thicourt (1908-1940)  |
| 1940            | 1944         | Annexion allemande                  |              | |
| 1945            | 1950 (décès) | Édouard Corbedaine                  | DVD          | Propriétaire agricole Ancien sénateur Président de la Chambre d'Agriculture Maire de Thicourt (1945-1950)       |
| 14 janvier 1951 | 1970         | Abbé André Rausch                   | DVD          | Curé de Créhange                                                                                                |
| 1970            | 1983 (décès) | André Gouy                          | DVD puis RPR | Conseiller municipal de Faulquemont                                                                             |
| 1984            | 2015         | François Lavergne                   | DVD          | Maire de Créhange depuis 1977 Vice-Président du Conseil Général                                                 |

### Conseillers d'arrondissement (de 1833 à 1940)
Le canton de Faulquemont avait trois conseillers d'arrondissement à partir de 1919.
De 1801 à 1871, il appartenait à l'arrondissement de Metz.
| Période                                  | Période | Identité                         | Étiquette     | Qualité |
| ---------------------------------------- | ------- | -------------------------------- | ------------- | --- |
| 1833                                     | 1839    | Gustave Rolland                  |               | Propriétaire à Vatimont                                                                                     |
| 1839                                     | 1845    | M. Sido                          |               | |
| 1845                                     | 1848    | Jean Claude Dominique Choumert   |               | Maire de Many                                                                                               |
|                                          |         |                                  |               | |
| 1848                                     |         | François Lorrain                 |               | Notaire, maire de Faulquemont                                                                               |
|                                          |         |                                  |               | |
| 1919                                     | 1931    | Jean-Paul Poinsignon (1853-1941) | URL           | Propriétaire cultivateur et minotier à Guinglange, Président du Conseil d'arrondissement                    |
| 1919                                     | 1940    | Emile Pallez                     | URL           | Agriculteur à Vatimont                                                                                      |
| 1919                                     | 1925    | Henri Guerber                    | URL           | Propriétaire à Morhange                                                                                     |
| 1925                                     | 1940    | Isidore Guerber (1877-1956)      |               | Propriétaire, marchand-épicier, gérant de l'agence postale à Pontpierre                                     |
| 1931                                     | 1940    | Emile Houpert                    | Front lorrain | Maire de Faulquemont                                                                                        |
| 1940                                     |         |                                  |               | Les conseils d'arrondissement ont été suspendus par la loi du 12 octobre 1940 et n'ont jamais été réactivés |
| Les données manquantes sont à compléter. |         |                                  |               | |

### Conseillers départementaux à partir de mars 2015
| Période élective | Période élective | Mandat | Mandat   | Identité               | Nuance | Nuance | Qualité |
| ---------------- | ---------------- | ------ | -------- | ---------------------- | ------ | ------ | --- |
| 2015             | 2021             | 2015   | 2021     | Danièle Jager-Weber    |        | DVD    | Enseignante en économie-gestion Conseillère municipale de Verny                                                                               |
| 2015             | 2021             | 2015   | 2021     | François Lavergne      |        | DVD    | Vice-président du conseil départemental, président du groupe Indépendants de Moselle maire de Créhange Président de la Communauté de communes |
| 2021             | 2028             | 2021   | en cours | Marie Élisabeth Becker |        | DVD    | Responsable qualité Ancienne adjointe au maire de Longeville-lès-Saint-Avold                                                                  |
| 2021             | 2028             | 2021   | en cours | Jean-Luc Saccani       |        | DVD    | Chef d'entreprise Maire de Rémilly 15ème Vice-Président du conseil départemental                                                              |

### Résultats détaillés

#### Élections de mars 2015
À l'issue du 1er tour des élections départementales de 2015, deux binômes sont en ballottage : Danièle Jager-Weber et François Lavergne (DVD, 42,4 %) et Magali Chatelain et Lionel Lardier (FN, 34,52 %). Le taux de participation est de 48,18 % (14 610 votants sur 30 323 inscrits) contre 44,87 % au niveau départemental et 50,17 % au niveau national.
Au second tour, Danièle Jager-Weber et François Lavergne (DVD) sont élus avec 62,71 % des suffrages exprimés et un taux de participation de 47,24 % (8 459 voix pour 14 325 votants et 30 323 inscrits).

#### Élections de juin 2021
Le premier tour des élections départementales de 2021 est marqué par un très faible taux de participation (33,26 % au niveau national). Dans le canton de Faulquemont, ce taux de participation est de 29,06 % (8 998 votants sur 30 960 inscrits) contre 26,75 % au niveau départemental. À l'issue de ce premier tour, deux binômes sont en ballottage : Olivier Bauchat et Magali Chatelain (RN, 33,11 %) et Marie Élisabeth Becker et Jean-Luc Saccani (DVD, 23,52 %).
Le second tour des élections est marqué une nouvelle fois par une abstention massive équivalente au premier tour. Les taux de participation sont de 34,36 % au niveau national, 27,16 % dans le département et 28,73 % dans le canton de Faulquemont. Marie Élisabeth Becker et Jean-Luc Saccani (DVD) sont élus avec 60,09 % des suffrages exprimés (4 941 voix pour 8 893 votants et 30 959 inscrits),,. 

## Composition

### Composition avant 2015

Situation du canton de Faulquemont dans l'arrondissement de Boulay-Moselle avant 2015.

Le canton de Faulquemont regroupait 31 communes.
| Nom                        | Code Insee | Codepostal | Superficie (km2) | Population (dernière pop. légale) | Densité (hab./km2) |
| -------------------------- | ---------- | ---------- | ---------------- | --------------------------------- | ------------------ |
| Faulquemont (chef-lieu)    | 57209      | 57380      | 18,79            | 5 459 (2012)                      | 291                |
| Adaincourt                 | 57007      | 57580      | 3,42             | 117 (2012)                        | 34                 |
| Adelange                   | 57008      | 57380      | 5,81             | 210 (2012)                        | 36                 |
| Arraincourt                | 57027      | 57380      | 4,74             | 130 (2012)                        | 27                 |
| Arriance                   | 57029      | 57580      | 6,98             | 221 (2012)                        | 32                 |
| Bambiderstroff             | 57047      | 57690      | 11,05            | 1 037 (2012)                      | 94                 |
| Créhange                   | 57159      | 57690      | 10,46            | 4 010 (2012)                      | 383                |
| Elvange                    | 57190      | 57690      | 7,12             | 371 (2012)                        | 52                 |
| Flétrange                  | 57217      | 57690      | 6,07             | 921 (2012)                        | 152                |
| Fouligny                   | 57230      | 57220      | 5,96             | 205 (2012)                        | 34                 |
| Guinglange                 | 57276      | 57690      | 10,38            | 314 (2012)                        | 30                 |
| Hallering                  | 57284      | 57690      | 3,55             | 113 (2012)                        | 32                 |
| Han-sur-Nied               | 57293      | 57580      | 2,02             | 254 (2012)                        | 126                |
| Hémilly                    | 57313      | 57690      | 14,04            | 142 (2012)                        | 10                 |
| Herny                      | 57319      | 57580      | 9,64             | 477 (2012)                        | 49                 |
| Holacourt                  | 57328      | 57380      | 2,92             | 73 (2012)                         | 25                 |
| Laudrefang                 | 57386      | 57385      | 4,70             | 347 (2012)                        | 74                 |
| Longeville-lès-Saint-Avold | 57413      | 57740      | 24,54            | 3 775 (2012)                      | 154                |
| Mainvillers                | 57430      | 57380      | 6,70             | 282 (2012)                        | 42                 |
| Many                       | 57442      | 57380      | 8,22             | 267 (2012)                        | 32                 |
| Marange-Zondrange          | 57444      | 57690      | 8,28             | 313 (2012)                        | 38                 |
| Pontpierre                 | 57549      | 57380      | 8,48             | 761 (2012)                        | 90                 |
| Teting-sur-Nied            | 57668      | 57385      | 9,83             | 1 441 (2012)                      | 147                |
| Thicourt                   | 57670      | 57380      | 5,50             | 145 (2012)                        | 26                 |
| Thonville                  | 57673      | 57380      | 2,53             | 44 (2012)                         | 17                 |
| Tritteling-Redlach         | 57679      | 57385      | 6,00             | 524 (2012)                        | 87                 |
| Vahl-lès-Faulquemont       | 57686      | 57380      | 6,18             | 243 (2012)                        | 39                 |
| Vatimont                   | 57698      | 57580      | 8,13             | 316 (2012)                        | 39                 |
| Haute-Vigneulles           | 57714      | 57690      | 9,53             | 422 (2012)                        | 44                 |
| Vittoncourt                | 57726      | 57580      | 9,51             | 389 (2012)                        | 41                 |
| Voimhaut                   | 57728      | 57580      | 4,02             | 261 (2012)                        | 65                 |

### Composition depuis 2015
Le canton de Faulquemont comprend désormais soixante-et-une communes entières.
| Nom                                 | Code Insee | Intercommunalité                     | Superficie (km2) | Population (dernière pop. légale) | Densité (hab./km2) | Modifier                                    |
| ----------------------------------- | ---------- | ------------------------------------ | ---------------- | --------------------------------- | ------------------ | ------------------------------------------- |
| Faulquemont (bureau centralisateur) | 57209      | CC du District Urbain de Faulquemont | 18,79            | 5 154 (2022)                      | 274                | modifier les données · modifier les données |
| Adaincourt                          | 57007      | CC du District Urbain de Faulquemont | 3,42             | 134 (2022)                        | 39                 | modifier les données · modifier les données |
| Adelange                            | 57008      | CC du District Urbain de Faulquemont | 5,81             | 216 (2022)                        | 37                 | modifier les données · modifier les données |
| Ancerville                          | 57020      | CC du Sud Messin                     | 5,23             | 299 (2022)                        | 57                 | modifier les données · modifier les données |
| Arraincourt                         | 57027      | CC du District Urbain de Faulquemont | 4,74             | 123 (2022)                        | 26                 | modifier les données · modifier les données |
| Arriance                            | 57029      | CC du District Urbain de Faulquemont | 6,98             | 216 (2022)                        | 31                 | modifier les données · modifier les données |
| Aube                                | 57037      | CC du Sud Messin                     | 5,31             | 266 (2022)                        | 50                 | modifier les données · modifier les données |
| Bambiderstroff                      | 57047      | CC du District Urbain de Faulquemont | 11,05            | 1 024 (2022)                      | 93                 | modifier les données · modifier les données |
| Béchy                               | 57057      | CC du Sud Messin                     | 9,57             | 614 (2022)                        | 64                 | modifier les données · modifier les données |
| Beux                                | 57075      | CC du Sud Messin                     | 5,03             | 297 (2022)                        | 59                 | modifier les données · modifier les données |
| Boucheporn                          | 57095      | CC du District Urbain de Faulquemont | 6,65             | 566 (2022)                        | 85                 | modifier les données · modifier les données |
| Buchy                               | 57116      | CC du Sud Messin                     | 3,58             | 98 (2022)                         | 27                 | modifier les données · modifier les données |
| Chanville                           | 57127      | CC du Sud Messin                     | 3,89             | 149 (2022)                        | 38                 | modifier les données · modifier les données |
| Cheminot                            | 57137      | CC du Sud Messin                     | 11,50            | 824 (2022)                        | 72                 | modifier les données · modifier les données |
| Chérisey                            | 57139      | CC du Sud Messin                     | 5,07             | 276 (2022)                        | 54                 | modifier les données · modifier les données |
| Créhange                            | 57159      | CC du District Urbain de Faulquemont | 10,46            | 3 745 (2022)                      | 358                | modifier les données · modifier les données |
| Elvange                             | 57190      | CC du District Urbain de Faulquemont | 7,12             | 419 (2022)                        | 59                 | modifier les données · modifier les données |
| Flétrange                           | 57217      | CC du District Urbain de Faulquemont | 6,07             | 876 (2022)                        | 144                | modifier les données · modifier les données |
| Fleury                              | 57218      | CC du Sud Messin                     | 9,71             | 1 284 (2022)                      | 132                | modifier les données · modifier les données |
| Flocourt                            | 57220      | CC du Sud Messin                     | 4,53             | 129 (2022)                        | 28                 | modifier les données · modifier les données |
| Fouligny                            | 57230      | CC du District Urbain de Faulquemont | 5,96             | 192 (2022)                        | 32                 | modifier les données · modifier les données |
| Goin                                | 57251      | CC du Sud Messin                     | 9,07             | 352 (2022)                        | 39                 | modifier les données · modifier les données |
| Guinglange                          | 57276      | CC du District Urbain de Faulquemont | 10,38            | 328 (2022)                        | 32                 | modifier les données · modifier les données |
| Hallering                           | 57284      | CC du District Urbain de Faulquemont | 3,55             | 104 (2022)                        | 29                 | modifier les données · modifier les données |
| Han-sur-Nied                        | 57293      | CC du District Urbain de Faulquemont | 2,02             | 251 (2022)                        | 124                | modifier les données · modifier les données |
| Haute-Vigneulles                    | 57714      | CC du District Urbain de Faulquemont | 9,53             | 450 (2022)                        | 47                 | modifier les données · modifier les données |
| Hémilly                             | 57313      | CC du District Urbain de Faulquemont | 14,04            | 143 (2022)                        | 10                 | modifier les données · modifier les données |
| Herny                               | 57319      | CC du District Urbain de Faulquemont | 9,64             | 519 (2022)                        | 54                 | modifier les données · modifier les données |
| Holacourt                           | 57328      | CC du District Urbain de Faulquemont | 2,92             | 91 (2022)                         | 31                 | modifier les données · modifier les données |
| Laudrefang                          | 57386      | CC du District Urbain de Faulquemont | 4,70             | 339 (2022)                        | 72                 | modifier les données · modifier les données |
| Lemud                               | 57392      | CC du Sud Messin                     | 4,24             | 524 (2022)                        | 124                | modifier les données · modifier les données |
| Liéhon                              | 57403      | CC du Sud Messin                     | 5,38             | 131 (2022)                        | 24                 | modifier les données · modifier les données |
| Longeville-lès-Saint-Avold          | 57413      | CC du District Urbain de Faulquemont | 24,54            | 3 592 (2022)                      | 146                | modifier les données · modifier les données |
| Louvigny                            | 57422      | CC du Sud Messin                     | 15,82            | 879 (2022)                        | 56                 | modifier les données · modifier les données |
| Luppy                               | 57425      | CC du Sud Messin                     | 16,26            | 588 (2022)                        | 36                 | modifier les données · modifier les données |
| Mainvillers                         | 57430      | CC du District Urbain de Faulquemont | 6,70             | 322 (2022)                        | 48                 | modifier les données · modifier les données |
| Many                                | 57442      | CC du District Urbain de Faulquemont | 8,22             | 251 (2022)                        | 31                 | modifier les données · modifier les données |
| Marange-Zondrange                   | 57444      | CC du District Urbain de Faulquemont | 8,28             | 371 (2022)                        | 45                 | modifier les données · modifier les données |
| Orny                                | 57527      | CC du Sud Messin                     | 7,30             | 418 (2022)                        | 57                 | modifier les données · modifier les données |
| Pagny-lès-Goin                      | 57532      | CC du Sud Messin                     | 5,17             | 231 (2022)                        | 45                 | modifier les données · modifier les données |
| Pommérieux                          | 57547      | CC du Sud Messin                     | 4,31             | 728 (2022)                        | 169                | modifier les données · modifier les données |
| Pontoy                              | 57548      | CC du Sud Messin                     | 10,12            | 601 (2022)                        | 59                 | modifier les données · modifier les données |
| Pontpierre                          | 57549      | CC du District Urbain de Faulquemont | 8,48             | 751 (2022)                        | 89                 | modifier les données · modifier les données |
| Pournoy-la-Grasse                   | 57554      | CC du Sud Messin                     | 7,19             | 741 (2022)                        | 103                | modifier les données · modifier les données |
| Rémilly                             | 57572      | CC du Sud Messin                     | 18,94            | 2 050 (2022)                      | 108                | modifier les données · modifier les données |
| Sillegny                            | 57652      | CC du Sud Messin                     | 10,46            | 633 (2022)                        | 61                 | modifier les données · modifier les données |
| Silly-en-Saulnois                   | 57653      | CC du Sud Messin                     | 2,35             | 34 (2022)                         | 14                 | modifier les données · modifier les données |
| Solgne                              | 57655      | CC du Sud Messin                     | 7,29             | 1 138 (2022)                      | 156                | modifier les données · modifier les données |
| Teting-sur-Nied                     | 57668      | CC du District Urbain de Faulquemont | 9,83             | 1 260 (2022)                      | 128                | modifier les données · modifier les données |
| Thicourt                            | 57670      | CC du District Urbain de Faulquemont | 5,50             | 133 (2022)                        | 24                 | modifier les données · modifier les données |
| Thimonville                         | 57671      | CC du Sud Messin                     | 7,40             | 140 (2022)                        | 19                 | modifier les données · modifier les données |
| Thonville                           | 57673      | CC du District Urbain de Faulquemont | 2,53             | 51 (2022)                         | 20                 | modifier les données · modifier les données |
| Tragny                              | 57676      | CC du Sud Messin                     | 5,43             | 88 (2022)                         | 16                 | modifier les données · modifier les données |
| Tritteling-Redlach                  | 57679      | CC du District Urbain de Faulquemont | 6,00             | 513 (2022)                        | 86                 | modifier les données · modifier les données |
| Vahl-lès-Faulquemont                | 57686      | CC du District Urbain de Faulquemont | 6,18             | 245 (2022)                        | 40                 | modifier les données · modifier les données |
| Vatimont                            | 57698      | CC du District Urbain de Faulquemont | 8,13             | 307 (2022)                        | 38                 | modifier les données · modifier les données |
| Verny                               | 57708      | CC du Sud Messin                     | 3,90             | 2 056 (2022)                      | 527                | modifier les données · modifier les données |
| Villers-Stoncourt                   | 57718      | CC Haut Chemin - Pays de Pange       | 10,57            | 222 (2022)                        | 21                 | modifier les données · modifier les données |
| Vittoncourt                         | 57726      | CC du District Urbain de Faulquemont | 9,51             | 389 (2022)                        | 41                 | modifier les données · modifier les données |
| Voimhaut                            | 57728      | CC du District Urbain de Faulquemont | 4,02             | 252 (2022)                        | 63                 | modifier les données · modifier les données |
| Zimming                             | 57762      | CC du District Urbain de Faulquemont | 7,87             | 711 (2022)                        | 90                 | modifier les données · modifier les données |
| Canton de Faulquemont               | 5707       |                                      | 474,24           | 39 828 (2022)                     | 84                 | modifier les données                        |

## Démographie

### Démographie avant 2015
| 1962   | 1968   | 1975   | 1982   | 1990   | 1999   | 2006   | 2011   | 2012   |
| ------ | ------ | ------ | ------ | ------ | ------ | ------ | ------ | ------ |
| 19 821 | 19 917 | 19 764 | 21 674 | 21 637 | 22 229 | 23 220 | 23 597 | 23 584 |

### Démographie depuis 2015
En 2022, le canton comptait 39 828 habitants, en évolution de +0,68 % par rapport à 2016 (Moselle : +0,52 %, France hors Mayotte : +2,11 %).
| 2013   | 2018   | 2022   |
| ------ | ------ | ------ |
| 39 310 | 39 480 | 39 828 |